# 붉은 갯병
붉은 갯병(영어: Red rot disease, 일본어: 赤腐れ病 아카쿠사레뵤오[*]) 또는 고춧가루병은 김에 발생하는 기생성 질병이다. 1947년 일본 가나가와현의 양식장에서 최초로 보고되었고 1970년에 원인균이 피시움 포르피라에(학명: Pythium porphyrae)로 동정되었다. 대한민국과 일본의 김 양식장에서 발병이 보고된 바 있다. 대체로 겨울이나 봄철에 고수온 등의 환경변화가 있을 때 발병하며 참김, 방사무늬돌김 등의 김속, 돌김속의 홍조류에서 발병한다. 감염된 숙주는 엽체에 붉은 구멍이 나고 감염 수일 내에 증상이 엽체 전체로 퍼져 김발에서 탈락하며 상품성 저하와 생산량 감소를 일으킨다. 붉은 갯병의 예방 대책으로는 김발의 노출 시간 증가와 산 처리 등이 있다. 

## 역사
1947년 도쿄 대학 수산 실험소(일본어: 東大農学部水産實験所)의 아라사키 세이빈(일본어: 新崎 盛敏)은 김에 사상균(일본어: 糸状菌)이 기생하여 붉게 썩어가는 질병을 일으키는 것을 발견했다. 1968년 아라사키는 원인균을 분리 배양하고 피시움(Pythium)속으로 동정하였다. 1970년 타카하시는 원인균을 피시움 포르피라에(Pythium porphyrae)로 명명했다.

## 특징
붉은 갯병은 주로 김 양식이 이루어지는 곳에서 발병한다. 일본의 경우 아리아케해 전역의 김 양식장에서 원인균인 피시움 포르피라에가 분포하고 있다. 대한민국에서는 서천과 해남, 진도의 김 양식장에서 붉은 갯병의 발병이 보고된 바 있다.
붉은 갯병은 양식 기간 내내 발병이 보고되나 대체로 수온이 12∼15℃ 또는 그 이상으로 상승하는 시기에 발병한다. 매년 특정 시기에 발병하지 않으며 수온과 기온의 변화가 동반되어야 한다. 붉은 갯병은 방사무늬돌김, 참김 등 김속과 돌김속의 홍조류를 숙주로 하여 발병한다.

### 형태적 특징
붉은 갯병에 감염된 돌김속의 조류는 피티움 포르피라에의 유주자가 발아하고 균사체가 자라나 숙주 세포를 죽인 부분에 작고 뚜렷한 반점이 나타난다. 숙주 세포는 자연적으로 적갈색을 띄다가 녹색으로 변하기 전에 감염 후 밝은 자주색을 띄고 이내 완전히 퇴화한다. 감염은 숙주인 김 엽체의 다른 부위에 빠르게 퍼지고 죽은 조직은 악화되며 잎에 수많은 작은 구멍이 난다. 구멍들은 합쳐지며 크기가 커지고 결과적으로 엽체 전체를 전부 분해하게 된다.

## 진단
감염된 숙주의 싹에 균사체를 이루고 있는 부분을 광학 현미경을 통해 검안하여 확인할 수 있다. 질병이 발병하기 전이나 초기 감염 진단을 위해 면역 형광법을 이용한 진단 방법이 연구된 바 있다. 2017년 대한민국의 국립수산과학원은 방사무늬김에서 붉은 갯병을 미토콘드리아 유전자를 이용해 진단하는 방법을 개발했다.

## 경제적 피해와 대책
김 양식장에서 붉은 갯병이 발병하면 빠르게 전염되며 질병이 2~3일 내로 엽체 전체로 퍼져 김발에서 엽체가 완전히 탈락하게 된다. 이로 인해 양식 김의 품질 저하나 생산량 감소 등의 피해를 입힌다.
대한민국의 김 양식장에서는 붉은 갯병 등의 갯병 예방을 위해 김 1책(양식용 김발의 단위 규격, 2.2m×40m)당 8~10회의 산처리를 한다. 1994년 대한민국에서 무기산 처리가 금지된 이후 유기산이 포함된 활성처리제로 대체되었다. 국립수산과학원에서는 붉은 갯병의 예방을 위해 고수온이 지속되는 시기에 김발의 노출 시간 증가와 활성처리제를 통한 망 관리를 제시한다.